# Mário Costa (Radsportler)
Mário Jorge Faria da Costa (* 15. November 1985 in Póvoa de Varzim) ist ein ehemaliger portugiesischer Radrennfahrer.

## Karriere
Mário Costa wurde 2003 portugiesischer Meister im Straßenrennen der Juniorenklasse. In der Saison 2006 wurde er in Castelo de Vide nationaler Vizemeister im Einzelzeitfahren der U23-Klasse.
Im Jahr 2010 wurden Costa und sein Bruder Rui nach dem Zeitfahren der Portugal-Rundfahrt bei einer Dopingkontrolle positiv auf Methylhexanamin getestet und daraufhin vom portugiesischen Radsportverband für ein Jahr suspendiert. Nachdem die Welt-Anti-Doping-Agentur das Mittel neu klassifizierte, wurde die Sperre auf fünf Monate reduziert. 2011 wurde er portugiesischer Vize-Meister im Straßenrennen.
2016 hatte Mário Costa seinen einzigen Start bei einer Grand Tour, bei der Vuelta a España, die er aber nicht beendete.
Anfang Januar 2017 erklärte Mário da Costa seinem Rücktritt vom Leistungsradsport.

## Erfolge
2003
- Portugiesischer Meister – Straßenrennen (Junioren)

## Teams
- 2008: Benfica Lissabon
- 2009: Barbot-Siper (ab 1. Juli)
- 2010: Barbot-Siper
- 2011: Louletano/Loulé Concelho
- 2013: OFM-Quinta da Lixa
- 2014: OFM-Quinta da Lixa
- 2015: Lampre-Merida
- 2016: Lampre-Merida